# Magdalena penitent (Tipus-V)
Aquesta versió de la Magdalena Penitent, actualment en una col·lecció privada, és el prototip del Tipus-V dins d'aquesta temàtica, en el Catàleg Raonat de Harold Wethey, qui li va donar el número 264 en aquest catàleg.

## Temàtica
Maria Magdalena, síntesi de vàries dones citades al Nou Testament, va ser presentada per l'Església de la Contrareforma com una dona de passat turbulent, que es va penedir dels seus pecats mercès a la predicació de Jesús de Natzaret, i posteriorment va esdevenir Anacoreta, practicant una vida humil i retirada.
Per aquest motiu, la devoció a Maria Magdalena va ser fomentada per la Contrareforma, a fi d'estimular en els fidels el penediment i la humilitat.

## Anàlisi de l'obra
En aquesta obra, El Greco retorna a les primeres formulacions d'aquesta temàtica, que, segons Harold Wethey són el Tipus-I Magdalena penitent (El Greco, Worcester) i el Tipus-II.Magdalena penitent (El Greco, Kansas)
Per tant, s'allunya de la forma emprada en les anteriors versions: Tipus-III Magdalena penitent (El Greco, Budapest) y del Tipus-IV Magdalena penitent (El Greco, Sitges)
El Greco representa Magdalena com una dona encara jove i bella, però que no porta vestits luxosos, i amb això s'assembla amb el Tipus-IV. Efectivament, ara vesteix una túnica blava i un mantell vermell, que s'adiuen millor amb la seva condició d'eremita. A més, malgrat la seva espatlla i el seu pit nus, no té el lleuger erotisme que hi havia al Tipus-III.
A la part esquerra del quadre, Magdalena usa la calavera com a faristol per a aguantar el llibre. Recolza la seva mà dreta sobre el pit, mentre la mà esquerra mostra el llibre i la calavera, que són sobre una roca.
A l'esquerra i sobre Magdalena, hi ha representat un fons de paisatge amb núvols amenaçadors, que no tenen res a veure amb el paisatge rialler de la variant de Budapest. A la dreta, hi veiem la gran roca amb l'entada a la cova i on hi creix l'heura.
Però si l'esquema general és similar al del Tipus-I i al del Tipus-II, el tipus humà i l'atmosfera sentimental no s'hi assemblen gens. Els plecs de la seva roba, i el blau de la túnica, s'ajunten amb els núvols tempestuosos del paisatge, de tal manera que sembla com si el Cosmos reflectís el món interior de Magdalena. L'elegància teatral i una mica amanerada dels Tipus-I i II, ha desaparegut i, com diu J.Álvarez Lopera, El Greco ha entrat en la seva fase "de exacerbamiento".

## Còpies del Tipus-V
No es coneix cap còpia de bona qualitat qualitat, que sigui considerada obra d'El Greco, o bé del seu taller i acabada pel mestre.
Wethey cita 5 còpies de taller, de diversa qualitat, que poden haver canviat d'ubicació:
- Zumaia; col·lecció Zuloaga; possible obra de Jorge Manuel Theotocópuli, o de taller; oli sobre llenç; 63 × 53 cm.; 1610-20
- Madrid; Oli sobre llenç; 73 × 52 cm.; 1610-20
- Ubicació desconeguda; Oli sobre llenç; 65 × 55 cm.; Còpia pèssima.
- Granada; Oli sobre llenç; 72 × 48 cm.; Còpia sentimentaloide, no gaire antiga ¿Del Maestro del Pigmento Deschochado?
- Ubicació desconeguda; Oli sobre llenç; 105 × 80 cm.: Còpia del segle xvii ?[3]